# Ryszard Łabuś
Ryszard Walerian Łabuś (ur. 14 grudnia 1928 w Milowicach, zm. 16 lipca 1996 w Gorzowie Wielkopolskim) – polski działacz państwowy, poseł na Sejm PRL VII i VIII kadencji (1976–1985).

## Życiorys
Od 1941 do 1945 przebywał na robotach przymusowych w Eilenburgu. W latach 1945–1946 był uczniem Szkoły Spółdzielczej w Katowicach. W 1946 wstąpił do Polskiej Partii Socjalistycznej, z którą w 1948 przystąpił do Polskiej Zjednoczonej Partii Robotniczej. Ukończył studia w Wyższej Szkole Nauk Społecznych przy KC PZPR w 1962 oraz w Wyższej Szkole Ekonomicznej we Wrocławiu w 1969. Pracował jako robotnik w Międzygórzu, w banku w Szprotawie, „Społem”, Szprotawskich Zakładach Przemysłu Terenowego (jako ich dyrektor).
Następnie pracował na stanowiskach kierowniczych w aparacie PZPR na ziemi lubuskiej. Był m.in. I sekretarzem Komitetu Powiatowego w Żaganiu (1962–1967), I sekretarzem Komitetu Miejskiego i Powiatowego w Gorzowie Wielkopolskim (1967–1971), sekretarzem ekonomicznym Komitetu Wojewódzkiego w Zielonej Górze (1971–1975) oraz I sekretarzem KW w Gorzowie (1975–1981, w tych samych latach był również zastępcą członka Komitetu Centralnego PZPR i przewodniczącym prezydium Wojewódzkiej Rady Narodowej).
W 1976 i 1980 uzyskiwał mandat posła na Sejm PRL VII i VIII kadencji z ramienia PZPR w okręgu Gorzów Wielkopolski. Zasiadał w Komisjach Planu Gospodarczego, Budżetu i Finansów.
W 1955 otrzymał Srebrny Krzyż Zasługi, a w 1988 Medal im. Ludwika Waryńskiego.
Został pochowany na cmentarzu komunalnym w Gorzowie Wielkopolskim (43B/19).